# Trill
Trill – debiutancki album amerykańskiego rapera o pseudonimie artystycznym Bun B. Zadebiutował na 6. pozycji na Billboard 200, sprzedając się w ilości 118.000 egzemplarzy w pierwszym tygodniu.

## Lista utworów
| Nr | Tytuł                                   | Roducent(ci)           | Goście                                                                                                  | Czas |
| -- | --------------------------------------- | ---------------------- | --- | ---- |
| 1  | „The Inauguration"                      | Cory Mo                | | 1:51 |
| 2  | „Bun"                                   | KLC                    | | 4:06 |
| 3  | „Get Throwed"                           | Mr. Lee                | Pimp C, Z-Ro, Young Jeezy & Jay-Z                                                                       | 3:53 |
| 4  | „Draped Up”                             | Salih Williams         | Lil’ Keke                                                                                               | 4:16 |
| 5  | „I'm Fresh"                             | Mannie Fresh           | Mannie Fresh                                                                                            | 4:16 |
| 6  | „Trill Recognize Trill"                 | Lil Jon                | Ludacris                                                                                                | 5:24 |
| 7  | „Pushin'"                               | Mr. Lee                | Scarface & Young Jeezy                                                                                  | 4:41 |
| 8  | „I'm Ballin'"                           | Jazze Pha              | Jazze Pha                                                                                               | 4:20 |
| 9  | „What I Represent (UGK)”                | Mannie Fresh           | | 4:39 |
| 10 | „The Story"                             | John Bido              | | 5:55 |
| 11 | „Hold U Down”                           | Trey Songz, Bei Maejor | Trey Songz, Mike Jones & Baby                                                                           | 4:19 |
| 12 | „I'm a „G""                             | Mike Dean, Mr. Lee     | T.I. | 4:09 |
| 13 | „Git It"                                | Mr. Collipark          | Ying Yang Twins                                                                                         | 3:57 |
| 14 | „Who Need a „B""                        | Bigg Tyme              | Too Short & Juvenile                                                                                    | 4:40 |
| 15 | „Retaliation Is a Must"                 | Sean Wee               | MDDL FNGZ                                                                                               | 3:48 |
| 16 | „Draped Up (H-Town Remix)”              | Salih Williams         | H-Town All Stars (Lil’ Keke, Slim Thug, Chamillionaire, Paul Wall, Mike Jones, Aztek, Z-Ro & Lil’ Flip) | 5:11 |
| 17 | „Late Night Creepin'” (utwór dodatkowy) | Travis Barker          | Skinhead Rob & Travis Barker                                                                            | 4:27 |

## Sample
The Inauguration
- „Hail to the Chief"

Draped Up/Draped Up (H-Town Remix)
- „Pimp Tha Pen” - DJ Screw

Pushin'
- „Keep On Pushing me” - The Impressions

The Story
- „All The Time You Need” - Chanson

Git It
- Interpolates „Get It Girl” - 2 Live Crew
- Interpolates „Throw That D” - 2 Live Crew

## Single
| Tytuł                                                 | Notowania                             |
| ----------------------------------------------------- | ------------------------------------- |
| „Draped Up” feat. Lil’ Keke                           |                                       |
| „Draped Up” (Remix) feat. H-Town All Stars            |                                       |
| „Git It” feat. Ying Yang Twins                        |                                       |
| „Get Throwed” feat. Pimp C, Z-Ro, Young Jeezy & Jay-Z | R&B/Hip-Hop Songs: 49. Rap Songs: 24. |

## Notowania albumu
| Notowania (2005)                      | Najwyższa pozycja |
| ------------------------------------- | ----------------- |
| U.S. Billboard 200                    | 6                 |
| U.S. Billboard Top R&B/Hip-Hop Albums | 1                 |